# Выборы в Науру
Политические выборы в Науру проводятся для избрания президента и парламента страны. Так как в Конституции Науру не закреплена ни одна избирательная система, действующий порядок выборов может быть изменён без внесения исправлений в конституцию.

## Парламентские выборы
Однопалатный парламент Науру состоит из 19 депутатов (до 2013 года — из 18). Выборы проводятся каждые три года по восьми многомандатным избирательным округам. От каждого округа избирают двух депутатов (исключение составляют округа Мененг и Убенид, где избирают трёх и четырёх депутатов соответственно).
Парламентские выборы в Науру проводятся по системе Даудалла — модификации метода Борда. Избиратель ранжирует кандидатов в порядке предпочтения. Голоса подсчитываются по формуле 1⁄n в соответствии с порядком ранжирования: кандидат, занявший первое место, получает 1 балл; занявший второе место — 1⁄2 балла; занявший третье место — 1⁄3 балла и т. д., затем баллы суммируются.
Участие в парламентских выборах обязательно для всех граждан Науру, начиная с возраста 20 лет, за исключением случаев, когда гражданин болен или находится за пределами страны. За уклонение от участия в выборах предусмотрено наказание в виде штрафа.

## Выборы президента
Президент Науру избирается парламентом из числа депутатов. Срок его полномочий составляет три года с правом неограниченного переизбрания. Спикер парламента не имеет права быть избранным в качестве президента.